# العولمة في الصين
يتناول موضوع العولمة في الصين تاريخ العولمة في هذا البلد؛ ويشمل ذلك الآثار الاقتصادية والاجتماعية والثقافية التي شهدها المجتمع الصيني.

## السلالات الحاكمة القديمة وطريق الحرير

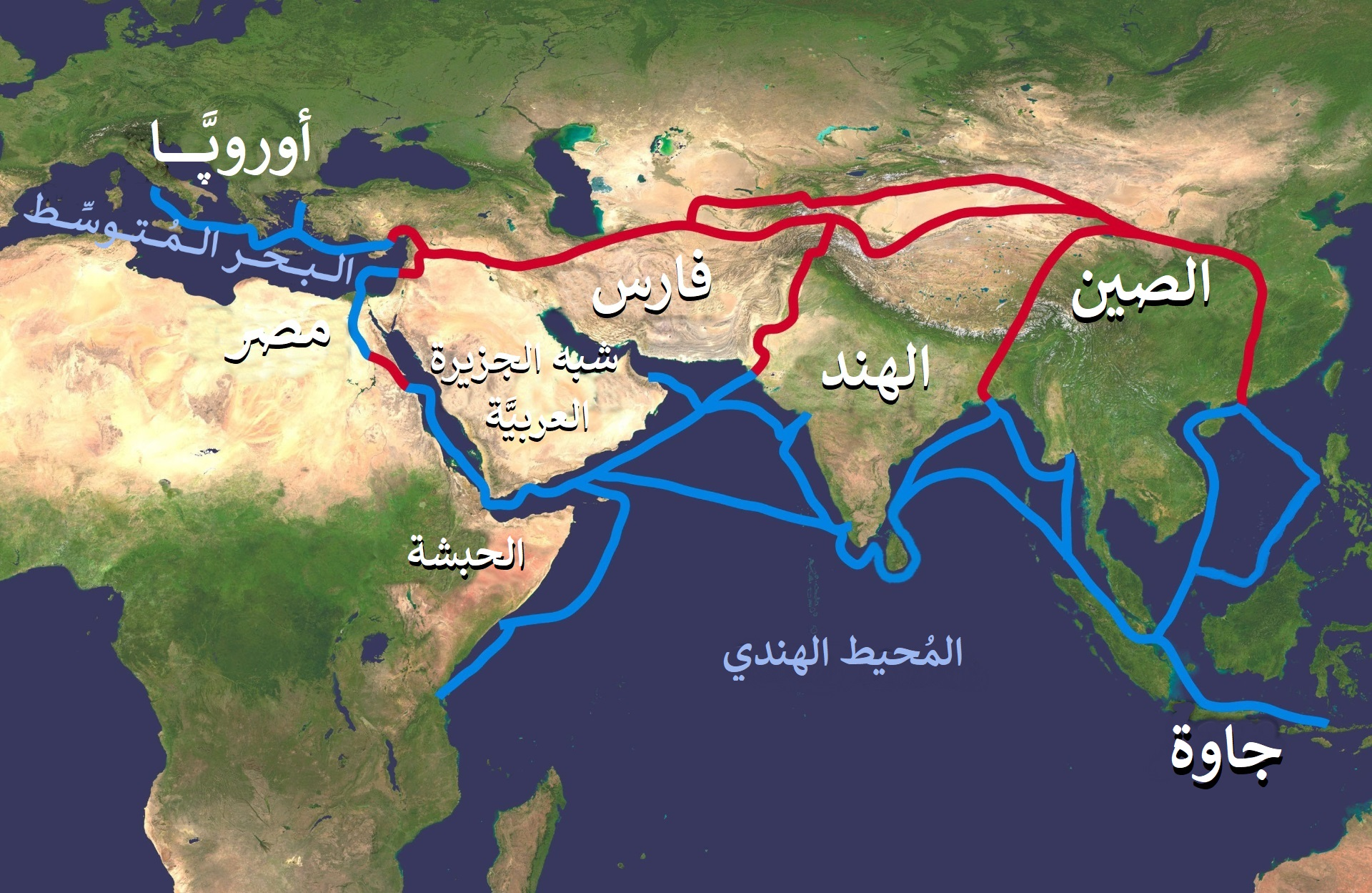
يمتد طريق الحرير من جنوب أوروبا، مرورًا بالسعودية والصومال ومصر وفارس والهند وجاوة، إلى أن يصل إلى الصين.

شهدت الصين للمرة الأولى في تاريخها الدخول في علاقات دولية أثناء فترة حكم أسرة هان. في بداية حكم هذه الأسرة، كان الهون في الشمال يهاجمون حدود دولة هان، ويحاولون اغتنام ثرواتها. وأراد الإمبراطور وو هان التحالف مع دولة تُسمَى دايوزهي ليتحدا معًا في مواجهة الهون. ولتحقيق هذا التحالف، أرسل الإمبراطور بعثة شانج شيان إلى الغرب لعقد علاقات اقتصادية وثقافية. ويشير التاريخ إلى أنه أثناء حكم أسرة هان، كانت هناك أربعة طرق رئيسية تصل بين الصين وأوروبا. وتمثلت هذه الطرق في الطريق البري الشمالي، والطريق البري المركزي، والطريق البحري الجنوبي، والطريق البحري بأقصى الجنوب. وأشهر هذه الطرق هو الطريق البري المركزي، أو ما يُعرَف بطريق الحرير القديم، وهو الطريق الذي يضم شبكة من الطرق الممتدة من شمال غرب الصين وصولاً إلى مرافئ سوريا والبحر الأسود التي مرت عبر واحة التركستان وشمال بلاد فارس. وقد اهتم الأباطرة الصينيون بطريق الحرير، لأنه كان يمنحهم الهيمنة على آسيا الوسطى بتطويره للموارد وتوفيره أسواقًا لتصدير أغلى موارد الصين.
وفي عهد أسرة تانغ، شهدت الصين عصرًا جديدًا من التمدُّن وزيادة التجارة البحرية. فصارت، مثلاً، تشانغان، عاصمة أسرة تانغ، إحدى المدن الكبرى آنذاك. وبحلول عام 742 ميلاديًّا، وصل عدد السكان في تلك المدينة إلى نحو مليوني نسمة، وأشار الإحصاء السكاني إلى أنها ضمت 5000 أجنبي من: الأتراك، والإيرانيين، والهنود، وغيرهم من أصحاب الجنسيات الأخرى. واصلت التجارة ازدهارها في أثناء تلك الفترة، وأدخلت عددًا كبيرًا من الأجانب، والديانات، والأفكار الأجنبية إلى الصين.
أما أسرة سونغ، فقد حولت تركيز طريق الحرير من الاعتماد على التجارة المحلية إلى الاعتماد على المحيط الهادئ. وصارت التجارة مدعومة بأسطول تجاري بحري كبير، وتتمتع بحماية أسطول استعماري. والطرق الطويلة إلى الشرق الأوسط، والهند، وساحل إفريقيا أصبحت أكثر توفرًا آنذاك. في أثناء تلك الفترة، بدأت الحكومة في وضع قواعد تنظيمية مشددة للتجارة الخارجية بسبب التهديدات العسكرية التي كانت تتعرض لها الحدود الشمالية. ولمراقبة تدفق السلع في التجارة الدولية، أُسِس مكتب الملاحة التجارية لفرض الضرائب على السفن التجارية التي كانت تمر عبر هذه الحدود. بالإضافة إلى ذلك، أصبحت التجارة الدولية أقل تركيزًا على التبادل الثقافي، وصارت تُرَى كعامل ضروري لنمو الاقتصاد الصيني.